# Croton parvifolius
Espèce
Croton parvifolius est une espèce de plantes à fleurs du genre Croton et de la famille des Euphorbiaceae, présente au nord de l'Argentine.
Il a pour synonyme :
- Croton ventanicolus, Speg., 1896
- Oxydectes parvifolia, (Müll.Arg.) Kuntze